# Romana Bianchi
Romana Bianchi Beretta (Broni, 13 febbraio 1944) è una politica italiana.

## Biografia
Esponente del Partito Comunista Italiano, è stata deputata per quattro legislature consecutive, dal 1976 al 1992. Nel 1989 fu inserita da Achille Occhetto nel "Governo ombra del PCI", con delega ai problemi delle donne. Dopo la Svolta della Bolognina aderisce al Partito Democratico della Sinistra e successivamente confluisce nei DS (1998-2007) e poi nel PD.
Ha ricoperto anche il ruolo di consigliera comunale a Broni, prima per il PCI fino al 1990 e successivamente per il centrosinistra dal 1997 al 2000.